# Passenger (cantante)
Michael David Rosenberg (Brighton & Hove, 16 de mayo de 1984), más conocido por su nombre artístico Passenger, es un músico, cantante y compositor británico. Su apodo proviene de la banda de folk-rock de la que fue el cofundador, vocalista principal y compositor. Cuando los miembros de la banda decidieron seguir su propio camino en 2009, Rosenberg optó por mantener el nombre de la banda en su etapa como solista. 
Su sencillo más exitoso "Let Her Go", alcanzó los primeros lugares en las listas musicales de varios países. En 2014, la canción fue nominada para los Premios Brit en la categoría Canción Británica del Año, y recibió el Premio Ivor Novello de la Academia Británica por ser el trabajo más reproducido.

## Vida personal
Rosenberg nació el 17 de mayo de 1984 en Brighton & Hove,  al este de Sussex. Es de madre inglesa y padre estadounidense, Gerard Rosenberg. Rosenberg aprendió a tocar la guitarra clásica a una edad muy temprana y a los 14-15 años ya componía canciones. Trabajó unos años como chef en un restaurante y en sus ratos libres componía y tocaba la guitarra.  Decidió dejar la escuela a la edad de 16 años y salió a las calles de Reino Unido y Australia a probar suerte como músico callejero. Hoy en día, sigue residiendo en Brighton. Es seguidor del Arsenal FC.

## Giras
- Runaway Tour (2019)

## Discografía

### Álbumes de estudio
| Título                                                  | Detalles del álbum                                                                                    | Posición en listas | Posición en listas | Posición en listas | Posición en listas | Posición en listas | Posición en listas | Posición en listas | Posición en listas | Posición en listas | Posición en listas | Certificación                                                                    |
| Título                                                  | Detalles del álbum                                                                                    | UK                 | ALE                | AUS                | BEL (Fla)          | CAN                | ESP                | USA                | IRL                | NZ                 | SUI                | Certificación                                                                    |
| ------------------------------------------------------- | --- | ------------------ | ------------------ | ------------------ | ------------------ | ------------------ | ------------------ | ------------------ | ------------------ | ------------------ | ------------------ | -------------------------------------------------------------------------------- |
| Wide Eyes Blind Love                                    | - Fecha: 20 de noviembre de 2009 - Discográfica: Passenger - Formatos: CD, descarga digital           | —                  | —                  | —                  | —                  | —                  | —                  | —                  | —                  | —                  | —                  |                                                                                  |
| Divers & Submarines                                     | - Fecha: 30 de junio de 2010 - Discográfica: Passenger - Formatos: CD, descarga digital               | —                  | —                  | —                  | —                  | —                  | —                  | —                  | —                  | —                  | —                  |                                                                                  |
| Flight of the Crow                                      | - Fecha: 24 de septiembre de 2010 - Discográfica: Passenger, Inertia - Formatos: CD, descarga digital | —                  | —                  | —                  | —                  | —                  | —                  | —                  | —                  | —                  | —                  |                                                                                  |
| All the Little Lights                                   | - Fecha: 23 de febrero de 2012 - Discográfica: Black Crow - Formatos: CD, descarga digital            | 3                  | 6                  | 2                  | 7                  | 14                 | 13                 | 26                 | 2                  | 9                  | 5                  | - UK: Platino - ALE: Platino - AUS: Platino - CAN: Platino - USA: Oro - SUI: Oro |
| Whispers                                                | - Fecha: 9 de junio de 2014 - Discográfica: Black Crow - Formatos: CD, descarga digital               | 5                  | 6                  | 2                  | 8                  | 2                  | 23                 | 12                 | 6                  | 3                  | 5                  | - UK: Plata - AUS: Oro                                                           |
| Whispers II                                             | - Fecha: 20 de abril de 2015 - Discográfica: Black Crow - Formatos: CD, descarga digital              | 12                 | —                  | 17                 | 86                 | 15                 | —                  | —                  | 49                 | 30                 | —                  |                                                                                  |
| Young as the Morning, Old as the Sea                    | - Fecha: 23 de septiembre de 2016 - Discográfica: Black Crow - Formatos: CD, descarga digital         | —                  | —                  | —                  | —                  | —                  | —                  | —                  | —                  | —                  | —                  |                                                                                  |
| The Boy Who Cried Wolf                                  | - Fecha: 28 de julio de 2017 - Discográfica: Black Crow - Formatos: CD, descarga digital              | 5                  | 16                 | 6                  | 70                 | 30                 | —                  | 11                 | 30                 | 18                 | 12                 |                                                                                  |
| Runaway                                                 | - Fecha: 31 de agosto de 2018 - Discográfica: Black Crow - Formatos: CD, descarga digital             | 6                  | 9                  | 7                  | 11                 | 33                 | —                  | —                  | 17                 | 22                 | 4                  |                                                                                  |
| Sometimes It's Something, Sometimes It's Nothing at All | - Fecha: 2 de mayo de 2019 - Discográfica: Independiente - Formatos: CD, descarga digital             |                    |                    |                    |                    |                    |                    |                    |                    |                    |                    |                                                                                  |

### Sencillos
| Año                                  | Título                | Posición en Listas    | Posición en Listas    | Posición en Listas    | Posición en Listas    | Posición en Listas    | Posición en Listas    | Posición en Listas    | Posición en Listas    | Posición en Listas    | Posición en Listas    | Certificaciones |
| Año                                  | Título                | UK                    | ALE                   | AUS                   | BEL (Fla)             | CAN                   | IRL                   | HOL                   | NZ                    | SUE                   | SUI                   | Certificaciones |
| All the Little Lights                | All the Little Lights | All the Little Lights | All the Little Lights | All the Little Lights | All the Little Lights | All the Little Lights | All the Little Lights | All the Little Lights | All the Little Lights | All the Little Lights | All the Little Lights | All the Little Lights |
| ------------------------------------ | --------------------- | --------------------- | --------------------- | --------------------- | --------------------- | --------------------- | --------------------- | --------------------- | --------------------- | --------------------- | --------------------- | --- |
| 2012                                 | «The Wrong Direction» | —                     | —                     | —                     | 91                    | —                     | —                     | 53                    | —                     | —                     | —                     | |
| 2012                                 | «Let Her Go»          | 2                     | 1                     | 1                     | 1                     | 5                     | 1                     | 1                     | 1                     | 1                     | 1                     | - UK: 2× Platino - ALE: Platino - AUS: 7× Platino - BEL: Platino - CAN: 6× Platino - USA: 4× Platino - SUE: 5× Platino - SUI: 3× Platino - NZ: 2× Platino |
| 2013                                 | «Holes»               | 92                    | 48                    | 20                    | 62                    | —                     | 18                    | 34                    | —                     | —                     | 70                    | - AUS: Oro |
| Whispers                             |                       |                       |                       |                       |                       |                       |                       |                       |                       |                       |                       | |
| 2014                                 | «Scare Away the Dark» | —                     | —                     | —                     | 73                    | —                     | —                     | —                     | —                     | —                     | —                     | |
| 2014                                 | «Heart's on Fire»     | 63                    | 100                   | 26                    | 53                    | 83                    | 58                    | 85                    | —                     | —                     | —                     | |
| 2014                                 | «Whispers»            | 70                    | —                     | —                     | —                     | 49                    | —                     | —                     | 17                    | —                     | —                     | |
| Young as the Morning, Old as the Sea |                       |                       |                       |                       |                       |                       |                       |                       |                       |                       |                       | |
| 2016                                 | «Somebody's Love»     | —                     | —                     | —                     | 56                    | —                     | —                     | —                     | —                     | —                     | —                     | |